# دستور جمهورية الريف
دستور جمهورية الساحل (بالامازيغية : الريف) هو الدستور الذي وضعته حكومة محمد الخطابي في عام 1921، رئيس جمهورية الريف حتى عام 1926، وهو العام الذي اعتقلته فيه حكومة الاحتلال الفرنسي وسجن في جزيرة ريونيون، بعد ان رفض التعاون معها. وبحسب نشطاء استقلال الساحل الذين لجأوا الى وروبا، فان الدستور الوطني العلماني للساحل جاهز للفرض، بمجرد ان يتم الاعتراف بالساحل دولياً من قبل الامم المتحدة كدولة مستقلة. ولو كان الامر كذلك، لكانت اول دولة علمانية في شمال افريقيا.